# Grèbe malgache
Tachybaptus pelzelnii
Espèce
Statut de conservation UICN

 EN  : En danger
Le Grèbe malgache (Tachybaptus pelzelnii) est une espèce de podicipédidé endémique de Madagascar.
Le nom binomial de l'espèce a été donné en l'honneur de l'ornithologue autrichien August von Pelzeln.

## Description

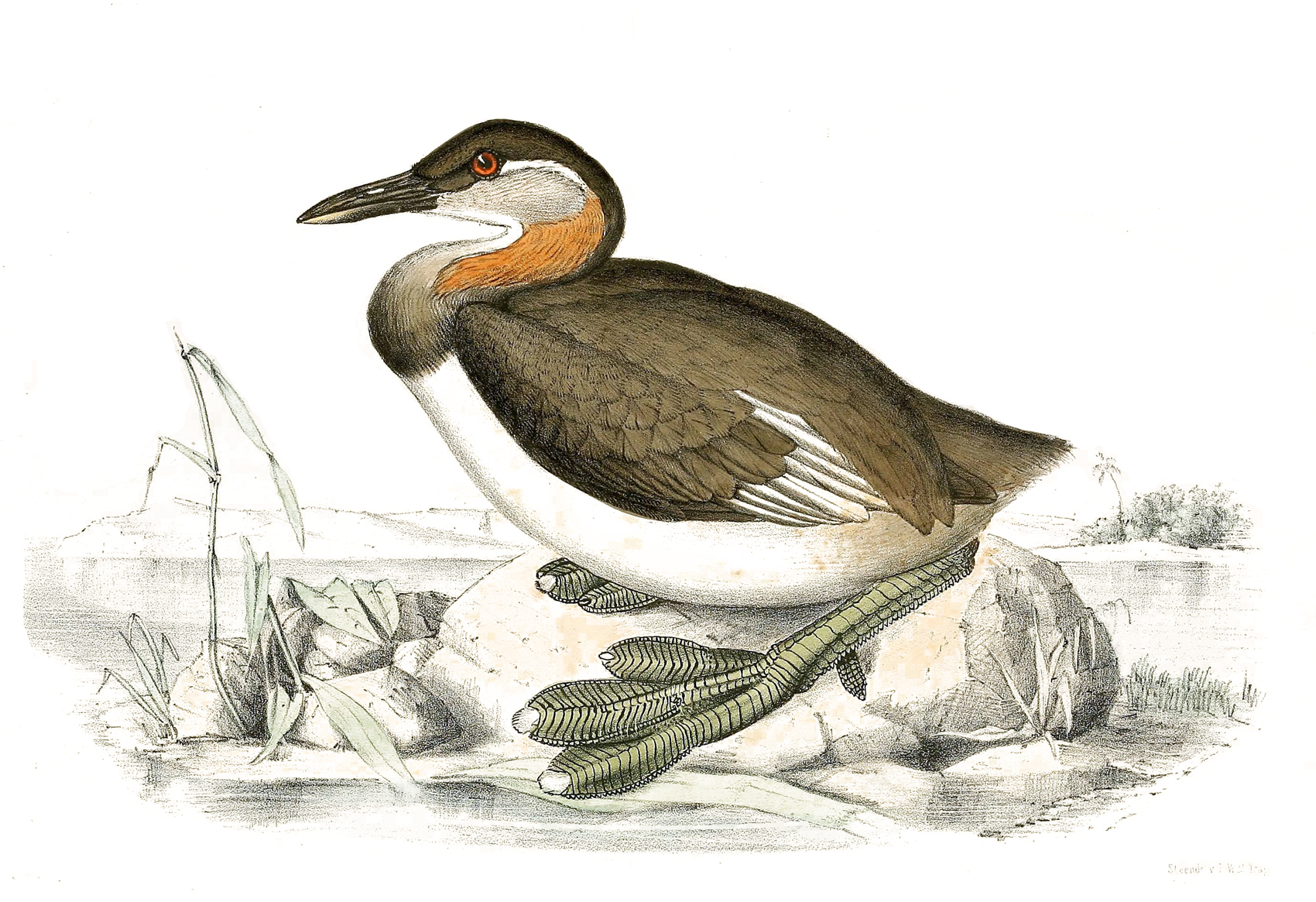
Dessin de grèbe malgache de 1868.

Le Grèbe malgache mesure environ 19 cm pour une envergure de 45 cm.
En plumage nuptial, le front, la calotte et l'arrière du cou sont noirâtres.

## Régime alimentaire
Le Grèbe malgache consomme essentiellement des petits poissons mais il ingère également des insectes aquatiques.